# Arenopontia indica
Arenopontia indica är en kräftdjursart som beskrevs av Rao 1967. Arenopontia indica ingår i släktet Arenopontia och familjen Leptopontiidae. Inga underarter finns listade i Catalogue of Life.